# DMX
DMX, właśc. Earl Simmons (ur. 18 grudnia 1970 w Mount Vernon w stanie Nowy Jork, zm. 9 kwietnia 2021 w White Plains w stanie Nowy Jork) – amerykański raper, kompozytor, aktor i producent filmowy. Był właścicielem wytwórni Bloodline Records, produkującej również ubrania.
Niektóre z jego najbardziej znanych utworów to „How’s It Goin’ Down” (1998), „Damien” (1998), „Party Up (Up in Here)” (2000), „We Right Here” (2001), „Ain’t No Sunshine” (2001), „X Gon’ Give It to Ya” (2002), „Who We Be” (2002), „Where the Hood At?” (2003), „Get It on the Floor” (2003) i „We in Here” (2006).

## Życiorys

### Wczesne lata
Urodził się w Mount Vernon w stanie Nowy Jork w rodzinie Świadków Jehowy jako syn Arnett Simmons i Joe Barkera, artysty ulicznego. Miał dwie przyrodnie siostry – Bonitę i Shaylę oraz dwóch przyrodnich braci. Kiedy był dzieckiem, został potrącony przez pijanego kierowcę, ale nie odniósł żadnych poważnych obrażeń, natomiast wskutek wypadku stracił wiarę. Dorastał w Yonkers w stanie Nowy Jork, gdzie uczęszczał do Yonkers High School z Mary J. Blige. Wychowywany przez samotną matkę jako jej jedyne dziecko. Zaczął rapować w wieku 13 lat. Opracował wtedy styl rapowania zwany „spellbound”, polegający na literowaniu wyrazów.

### Born Loser(do 1993)
Karierę raperską zaczął od wydawania undergroundowych singli, w tym: „Up to No Good” i „Spellbound”. Wystąpił również na żywo z KCR 1991 i Percee Pee. W 1992 podpisał roczny kontrakt z wytwórnią Columbia Records. W połowie 1993 wydał swój pierwszy oficjalny singel, „Born Loser”.

### It’s Dark and Hell Is Hot(1993–1998)
Earl postanowił rozwiązać umowę z wytwórniami Columbia Records i Ruffhouse, by podpisać kontrakt z Ruff Ryders Entertainment. W 1994 wyszedł jego singel "Make a Move". Wkrótce wystąpił z Ja Rule'em i Jayem-Z w piosence "Time to Build" Mica Geronimo. Potem poszedł jednak do więzienia za posiadanie narkotyków.
Kiedy wyszedł, Dee z Ruff Ryders przedstawił go Puff Daddy'emu, by przyjął go do swojej wytwórni, jednak szef Bad Boy Records uznał głos DMX-a za "niemarketingowy". W związku z tym pół roku później podpisał kontrakt z Def Jam Recordings. Przez pewien czas występował gościnnie u innych wykonawców w tym: "4, 3, 2, 1" LL Cool J-a, "24 Hours to Live" Ma$e'a, "Money, Power & Respect" The Lox, "Nothin’ Move but the Money" Mica Geronimo. Nagrywał też utwory na ścieżki dźwiękowe, chociażby "We Be Clubbin" z Ice Cube'em na The Players Club czy "Murdergram" z Jayem-Z i Ja Rule’em na Streets is Watching.
Na początku 1998 DMX wydał swój pierwszy singiel dla Def Jam, "Get at Me Dog", na którym gościnnie wystąpił Sheek Louch. Zarówno główny utwór, jak i b-side "Stop Being Greedy" zdobyły wielką popularność, a sam singel uzyskał status złotej płyty. 19 maja został wydany pierwszy album DMX-a, It’s Dark and Hell Is Hot, który zadebiutował na 1. miejscu listy Billboard 200. RIAA zatwierdziło płytę jako 4x platynę. W samym 1998 roku sprzedano około 2.300.000 egzemplarzy albumu, stawiając go na 23. miejscu listy najlepiej sprzedających się albumów tego roku. Po kilku miesiącach DMX został oskarżony o gwałt na striptizerce, jednak zarzuty nie były prawdziwe. Testy DNA wykazały, że Earl Simmons był niewinny.

### Flesh of My Flesh, Blood of My Blood(1998–1999)
Po sukcesie pierwszego albumu, szybko zaczął prace nad swoim drugim albumem. W tym czasie wystąpił w "Money, Cash, Hoes" (Jay-Z), "Get Your Shit Right" (Jermaine Dupri), "Whatcha Gonna Do?" (Jayo Felony), "Shut ’Em Down" (Onyx), "We Got This" (John Forte), "Scenario 2000" i "Dog Match" (Eve). Ponadto został zaproszony przez DJ-a Clue do nagrania remiksu "How’s It Goin’ Down".
W grudniu 1998 DMX wydał swój kolejny album – Flesh of My Flesh, Blood of My Blood, który tak samo jak pierwszy zdobył olbrzymią popularność i również został zatwierdzony jako multi-platyna. Oba single, "Slippin’" i "No Love 4 Me" ukazały się w 1999 roku. Wkrótce DMX ruszył we wspólną trasę koncertową z Jayem-Z, Method Manem i Redmanem nazwaną Hard Knock Life Tour, na które miał kolejny konflikt z prawem. Został zatrzymany pod zarzutem wszczęcia bójki, ale szybko został uniewinniony. Po raz kolejny raper został oskarżony w maju, kiedy został oskarżony o napaść na mieszkańca Yonkers, który nękał jego żonę. Latem 1999 roku zostały przeciw niemu wysunięte poważniejsze zarzuty, gdy jego wuj, a zarazem menadżer, został przypadkowo postrzelony w stopę w hotelu w New Jersey. Po przeszukaniu domu rapera, DMX i jego żona zostali oskarżeni o nielegalne posiadanie broni, narkotyków i zarzut znęcania się nad zwierzętami. Zostali jednak skazani tylko na grzywnę i roboty publiczne.
Pod koniec kwietnia 1999, Ruff Ryders, grupa, w której skład wchodził DMX, wydała swoją pierwszą składankę Ryde or Die Vol. 1. Dwie piosenki, na których wystąpił DMX zostały singlami promującymi album: "Ryde or Die" i "Some X Shit". Płyta zadebiutowała na pierwszym miejscu listy Billboard 200, ostatecznie sprzedając się w nakładzie ponad 2 milionów płyt.
W 1999 DMX zdobył tytuł "Solo artist of the year" ("solowy artysta roku"), a także "Live performer of the year" ("występujący na żywo wykonawca roku") bijąc w ten sposób Jaya-Z, Mastera P, Busta Rhymesa i Snoop Dogga.

### ...And Then There Was X(1999)
W 1999 DMX wydał kolejny album ...And Then There Was X. Pierwszym promującym go singlem był "What’s My Name". Kolejny, "Party Up", cieszył się dużą popularnością. DMX zdissował w nim Eminema. Ostatnim singlem był "What You Want" (czyli "What These Bitches Want"), na którym wystąpił Sisqo z Dru Hill. Na listach przebojów pojawił się również utwór "Don't You Ever". Ostatecznie album sprzedał się w nakładzie około sześciu milionów egzemplarzy i został zatwierdzony jako 6x platyna (stając się również jego najlepiej sprzedającym się albumem, chociaż to It’s Dark and Hell Is Hot jest przez fanów uznawany za najlepszy). Zadebiutował na pierwszym miejscu listy Billboard 200.
DMX w 1999 współpracował też z wykonawcami takimi jak: Foxy Brown (do utworu "Dog & A Fox" na płytę "Chyna Doll"), Ja Rule’em (do utworu "It’s Murda" na płytę "Venni Vetti Vecci"), Nasem (do utworu "Life Is What You Make It" na płytę "I Am..."). Przebój z ...And Then There Was X, "Party Up" został wykorzystany w kilku filmach, między innymi Superzioło i 60 sekund.

### The Great Depression(2000–2001)
W 2000 roku członek grupy Ruff Ryders, Drag-On, wydał swój debiutancki album zatytułowany Opposite of H2O. Gościnnie wystąpił na nim między innymi DMX – na singlu "Niggaz Die 4 Me", w utworze "Get It Right", a także w "Groundhog Day", gdzie rola DMX-a jest niewielka, gdyż można usłyszeć go pod koniec, a także jako sample'a z "Look Thru My Eyes". W tym roku swój album, G.O.A.T., wydał też jeden z hip-hopowych weteranów, LL Cool J. "Fuhgidabowdit" to kolejny jego utwór, w którym wystąpił z Method Manem, Redmanem i DMX-em.
DMX w latach 2000 i 2001 wystąpił na dwóch filmach – Romeo musi umrzeć (rola dalszoplanowa) i Mroczna dzielnica. Do obu filmów wydano płyty ze ścieżkami dźwiękowymi, z którym obie były promowane przez single DMX-a – "Come Back in One Piece" i "No Sunshine".
Ryde or Die Vol. 1 została dobrze przyjęta przez fanów, więc w 2000 roku wydali kolejną składankę – Ryde or Die Vol. 2, której nie udało się już powtórzyć sukcesu poprzedniej. Składanka ta zadebiutowała na 2. miejscu listy Billboard 200. Liderem był album The Marshall Mathers LP Eminema. DMX wystąpił w jednym utworze – "The Great".
Pod koniec listopada 2001 roku DMX zakończył prace nad swoim czwartym studyjnym albumem, The Great Depression, który, tak jak poprzednie, zadebiutował na 1. miejscu listy Billboard 200. Oficjalnie promowany przez trzy single – "We Right Here", "Who We Be" i "I Miss You". "We Right Here" nie znalazł się na liście Billboard Hot 100, ale za to zajął 8. miejsce na Hot Rap Tracks. Drugi singel, "Who We Be", dotarł na 60. pozycję Billboard Hot 100, najwyższe z tych trzech singli. Album nie sprzedał się jednak tak dobrze, jak pozostałe. Irv Gotti w wywiadzie stwierdzi, że jest to prawdziwa przyczyna beefu z Ja Rule'em.

### Grand Champ(2001–2003)
Krótko po wydaniu The Great Depression, Ruff Ryders wydali kolejną składankę Ryde or Die Vol. 3. DMX wystąpił na niej w utworze "Friend of Mine". Płyta odniosła jeszcze mniejszy sukces niż poprzednia.
W 2003 wystąpił w filmie Od kołyski aż po grób, do którego została wydana ścieżka dźwiękowa. Znalazło się na nim kilka utworów z DMX-em, w tym: "X Gon’ Give It to Ya", "Go to Sleep", "Right/Wrong" i "Gettin' Down". Album ten zadebiutował na 6. miejscu notowania Billboard 200.
Pod koniec roku 2002 został wydany album z największymi przebojami DMX-a, zatytułowany The DMX Files. Znalazł się na nim nowy utwór, "X Gon’ Give It to Ya", a także "Let's Get It On" będący zmienioną wersją "Get It on the Floor".
26 września 2003 roku, DMX wydał swój piąty studyjny album, Grand Champ. W wersji wydanej specjalnie dla UK pojawił się dodatkowy utwór, "X Gon’ Give It to Ya", który wcześniej promował sound track z Od kołyski aż po grób. Zdobył on też największą popularność ze wszystkich singli wydanych w tym roku przez DMX-a, zajmując 60. miejsce na liście Billboard Hot 100, a także 8. na UK Singles Chart i 23. na German Singles Chart. Niewiele mniejszy sukces osiągnął singel "Where the Hood At", który na notowaniach Hot R&B/Hip-Hop Songs i Hot Rap Tracks znalazł się nawet na wyższych miejscach niż poprzednik. Ostatni singel, "Get It on the Floor", osiągnął przeciętny sukces w porównaniu z wcześniejszymi utworami.
Grand Champ osiągnął jeszcze mniejszy sukces niż "The Great Depression. Ostatecznie został nagrodzony platynową płytą i tak jak poprzednie, zadebiutował na 1. miejscu listy Billboard 200. Po wydaniu tego albumu DMX postanowił zejść ze sceny, by skupić się na karierze aktorskiej.
W roku 2003 nasilił się również beef z Ja Rule'em. Na Grand Champ znalazło się kilka utworów, w których DMX zdissował rywala. Są to – "Where the Hood At" i "We're Back". Nagrany był również utwór "Ruled Out", jednak ostatecznie nie znalazł się na albumie. Wystąpił również z Eminemem i Obie Trice'em w utworze Go to Sleep, na którym wszyscy trzej zdissowali Ja Rule’a.

### Here We Go Again(2004–2005)
Po wydaniu Grand Champ, DMX oświadczył, że schodzi ze sceny. Pomimo tego, dalej występował gościnnie z innymi raperami, chociażby na singlu "Streetlife" Deana Dawsona, czy "Tear It Up" Yung Wuna. O jego odejściu wspomniał Drag-On w swoim utworze "Tell Your Friends" ("y'all heard X is retiring but Drag is back" – "słyszeliście, że X przechodzi na emeryturę, ale Drag wrócił").
W 2005 roku Ruff Ryders wydali pięć składanek. Na jednej z nich, The Redemption Vol. 3: Memorial Day Weekend 2005, Big Mike ogłosił "The dog is back!", co oznacza powrót X-a na scenę. Jego piosenka, "Get Wild", promowała składankę The Redemption Vol. 4.
Na lato 2005 zapowiadano szósty studyjny album DMX-a. Miał być zatytułowany Here We Go Again. Jednak po tym jak jego przyjaciel, Jay-Z, został szefem wytwórni Def Jam, przestało się między nimi układać, więc DMX rozwiązał kontrakt ze swoją dotychczasową wytwórnią. Album promowały single "Pump Ya Fist" i "Give ’em What They Want". Here We Go Again ostatecznie nie został wydany. Ukazał się wyłącznie jako bootleg.

### Year of the Dog...Again(2006)
11 kwietnia 2006 roku wyszedł pierwszy singel zapowiadający nadchodzący album DMX-a, Year of the Dog...Again. Utwór największą popularność zdobył w Niemczech osiągając 2. miejsce na liście German Singles Chart, podczas gdy na liście Hot R&B/Hip-Hop Songs zajął zaledwie 125. lokatę.
31 lipca album Year of the Dog...Again został wydany w UK, dzień później również w USA. Później promowany przez kolejne dwa single: "Lord Give Me a Sign" (Billboard Hot 100: 122.; Hot R&B/Hip-Hop Songs: 70.; German Singles Chart: 31.) oraz "Come Thru’ (Move)" (German Singles Chart: 2.). Na płycie znalazły się produkcje znanego producenta Scotta Storcha. Gościnnie wystąpili między innymi Busta Rhymes, Jadakiss, Styles P i Amerie, a także wielu członków Bloodline Records, w tym Big Stan. Do bonusowego wydania płyty dołączono DVD zawierające trwający 20 minut film przedstawiający prace nad płytą. Do specjalnego wydania Year of the Dog...Again dla UK dołączono również utwór "Who Dat" (zawarty również na jednym z wydań singla "Lord Give Me a Sign").
Year of the Dog...Again to pierwszy album DMX-a, który zadebiutował na 2. miejscu listy Billboard 200. W pierwszym tygodniu od wydania sprzedano trochę mniej niż 126.000 egzemplarzy. Od wejścia na 1. miejsce album dzieliło 1.500 sprzedanych kopii. Płytę wyprzedziła składanka Now That's What I Call Music! 22, na której znalazły się utwory Rihanny, Chrisa Browna i Kelly Clarkson.
"We in Here" stało się tytułowym utworem nowej składanki Ruff Ryders. Pojawił się na niej również drugi singel DMX-a, "Lord Give Me a Sign", a także "Where You Been" z Freewayem oraz freestyle na podkładzie "New York Shit" Busta Rhymesa.

### Undisputed(2011)
11 października 2011 wystąpił na ceremonii BET Hip Hop Awards, gdzie ogłosił, że pracuje nad nowym albumem, którego ma zamiar wydać przed grudniem 2012 roku. 25 grudnia 2011 r. w Nowym Jorku w klubie nocnym Santos Party House, poinformował, że jego nowa płyta będzie miała tytuł Undisputed. Premiera albumu odbyła się 11 września 2012 roku. W celu promocji tytułu, 7 kwietnia tego roku opublikowano singel pt. "I Don’t Dance" w którym gościnnie wystąpił raper MGK. 23 czerwca 2012 r. odbyła się premiera teledysku do tej piosenki. Gościnnie w niej wystąpił Xzibit. 4 września opublikowano kolejny singel "Head Up". Nowy album rapera zadebiutował na 19. miejscu notowania Billboard 200 ze sprzedażą 17 000 egzemplarzy.

### Redemption of the Beast(2015)
6 stycznia 2015 r. w serwisie internetowym HipHopDX podano informację o kolejnym studyjnym albumie DMX-a pt. Redemption of the Beast. Opublikowano okładkę, a także listę utworów. Wśród gości pojawili się Freeway i Jannyce. Premiera płyty została wyznaczona na 13 stycznia 2015 roku.

## Kariera aktorska
Po występie jako raper w filmie biograficznym wideo Oczy na hip hop (Eyes on Hip Hop, 1995) i udziale w dubbingu w serialu animowanym Miasteczko South Park (South Park, 1998) w odcinku Na ratunek Szefowi, zadebiutował w roli aktorskiej jako Tommy „Buns” Bundy w dramacie kryminalnym Belly (1998) u boku Method Mana i Nasa. Następnie wystąpił w trzech filmach Andrzeja Bartkowiaka: komedii sensacyjnej Romeo musi umrzeć (Romeo Must Die, 2000) jako Silk z udziałem takich gwiazd jak Aaliyah i Jet Li, dreszczowcu Mroczna dzielnica (Exit Wounds, 2001) ze Stevenem Seagalem w roli Latrella Walkera (do sound tracka tego filmu DMX nagrał przebojowy singel „No Sunshine”) i dramacie sensacyjnym Od kołyski aż po grób (Cradle 2 the Grave, 2003) jako Anthony Fait u boku Jeta Li, a szczególną popularność zdobyła piosenka „Go to Sleep”.
W adaptacji powieści Donalda Goinesa Nigdy nie umieraj sam (Never Die Alone, 2004) z Davidem Arquette wcielił się w przywódcę gangu nazywanym Królem Davidem. Wystąpił potem jako Paul w dramacie fantasy Father of Lies (2007) z Vivicą A. Fox, jako Dog w dreszczowcu sensacyjnym Death Toll (2008) z Lou Diamondem Phillipsem, jako Black Jack w dramacie kryminalnym Last Hour (2008) oraz jako Nick w komedii sensacyjno-przygodowej Bestia (Lockjaw: Rise of the Kulev Serpent, 2008). Był producentem filmu akcji Prawo ulicy (Lords of the Street, znany również jako Jump Out Boys, 2008), gdzie także zagrał postać Thorna obok Krisa Kristoferssona. Powrócił na ekran w melodramacie kryminalnym Alfons (Pimp, 2018) jako Północny John i Miasto bezprawia (Beyond the Law, 2019) w roli detektywa Raya Munce’a u boku Stevena Seagala.

## Rywalizacje
2Pac/Westcoast – W beefie między wschodnią a zachodnią sceną hip-hopową wziął udział również DMX dissując głównie 2Paca we freestyle'u znanym jako "East Coast" (oparty na podkładzie z "I Shot Ya" LL Cool J-a). Po około dziesięciu latach odpowiedział mu Crooked I.
K-Solo – DMX stoczył z nim walkę freestyle’ową w zakładzie karnym. Kiedy K opuścił więzienie, wydał utwór "Spellbound", po czym DMX powiedział, że K go okradł ze stylu i w 1998 odpowiedział mu w "Get at Me Dog". Solo nie odpowiedział aż do 2001. W jednym z wywiadów DMX zaproponował mu walkę bokserską (gdyż był w tym czasie również bokserem). W jednej ze scen z dokumentu Beef, K-Solo był poddawany testom z wykrywaczem kłamstw. Nie przeszedł go pomyślnie, gdyż wykryto kłamstwo przy pytaniu "Did DMX create any of the lyrics for "Spellbound"?" ("Czy DMX jest autorem któregokolwiek tekstu ze "Spellbound?").
Kurupt – W 1999 roku Kurupt wydał swój drugi solowy album, Tha Streetz Iz a Mutha, na którym znalazł się utwór, zatytułowany "Callin' Out Names", w którym zdissował DMX-a i Ruff Ryders.

## Problemy zdrowotne i Śmierć
Simmons twierdził, że uzależnił się od kokainy w wieku 14 lat, po tym jak Ready Ron podstępem zmusił go do zapalenia papierosa z marihuaną, który był nafaszerowany tym narkotykiem. Ready Ron zaprzeczył tym twierdzeniom w poście w mediach społecznościowych po śmierci Simmonsa.
Simmons kilkukrotnie podejmował leczenie odwykowe, w tym w latach 2002, 2017 i 2019, co wiązało się z odwołaniem koncertów.
10 lutego 2016 roku Simmons został znaleziony nieprzytomny na parkingu hotelu Ramada Inn w Yonkers w stanie Nowy Jork. Pierwsi ratownicy przywrócili mu funkcje życiowe, podając dożylnie Narcan, lek odwracający skutki działania opioidów. Simmons zareagował szybko na Narcan i częściowo odzyskał przytomność. Następnie został przewieziony do szpitala. Świadek zdarzenia twierdził, że przed upadkiem zażył substancję w proszku, ale policja nie znalazła żadnych nielegalnych substancji na miejscu zdarzenia. Simmons stwierdził, że przyczyną był atak astmy.
Na 2 kwietnia 2021 roku, około godziny 23:00, Simmons został przetransportowany do szpitala White Plains, gdzie stwierdzono, że jest w stanie krytycznym po ataku serca w swoim domu, prawdopodobnie spowodowanym przedawkowaniem narkotyków. Simmons doznał niedotlenienia mózgu, gdy ratownicy przez 30 minut próbowali go reanimować. Następnego dnia jego adwokat, Murray Richman, potwierdził, że Simmons jest podłączony do aparatury podtrzymującej życie. Była menadżerka Simmonsa, Nakia Walker, poinformowała, że znajduje się on w stanie wegetatywnym z "niewydolnością płuc i mózgu oraz brakiem aktywności mózgowej". Z kolei jego menadżer, Steve Rifkind, założyciel SRC i Loud Records, potwierdził, że Simmons jest w śpiączce i ma zostać poddany badaniom oceniającym funkcje mózgu, po czym jego rodzina podejmie decyzję o dalszym leczeniu.
Rano 9 kwietnia 2021 roku u Simmonsa doszło do niewydolności wielu kluczowych narządów, w tym wątroby, nerek i płuc. Wkrótce potem, w wieku 50 lat, zmarł. 8 lipca Biuro Eksperta Medycyny Sądowej Hrabstwa Westchester ujawniło, że oficjalną przyczyną śmierci Simmonsa był atak serca.

## Dyskografia
- It’s Dark and Hell Is Hot (1998)
- Flesh of My Flesh, Blood of My Blood (1998)
- ...And Then There Was X (1999)
- The Great Depression (2001)
- Ruff Ryders Presents – Best of DMX (2002)
- Grand Champ (2003)
- Year of the Dog...Again (2006)
- Undisputed (2012)
- Exodus (2021)

## Filmografia
Kompozytor
- Belly (1998)
- Woo (1998)
- Uciekający pan młody (The Wood, 1999)
- Backstage. Za kulisami (Backstage, 2000)
- Romeo musi umrzeć (Romeo Must Die, 2000)
- 60 sekund (Gone in 60 Seconds, 2000)
- Uliczne sny (Street Dreams, 2002)
- Liczą się tylko Frankliny (All About the Benjamins, 2002)
- Thug Workout (2002)
- Od kołyski aż po grób (Cradle 2 the Grave, 2003)
- Last Hour (2006)

Aktor
- Belly (1998) jako Tommy 'Buns' Bundy
- Backstage. Za kulisami (Backstage, 2000) jako on sam
- Romeo musi umrzeć (Romeo Must Die, 2000) jako Silk
- Boricua's Bond (2000)
- Mroczna dzielnica (Exit Wounds, 2001) jako Latrell Walker
- Angel: One More Road to Cross (2001) jako on sam
- Beef (2003) jako on sam
- Od kołyski aż po grób (Cradle 2 the Grave, 2003) jako Tony Fait
- Nigdy nie umieraj sam (Never Die Alone, 2004) jako Król David/Król Cobra
- Last Hour (2006) jako Black Jack
- Korpus weteranów (The Hard Corps, 2006) jako Rap Music Mogul
- Daddy Cool (2007)

Aktor gościnnie
- Miasteczko South Park (South Park, 1998) jako on sam (głos)
- Brygada ratunkowa (Third Watch, 1999–2005) jako Kandid Jones
- Trippin’ (2005) jako on sam

Producent
- Nigdy nie umieraj sam (Never Die Alone, 2004)

## Sukcesy
- 2002: nominacja MTV Movie Award w kategorii Najlepsza Przełomowa Rola Męska Mroczna dzielnica
- 2002: nominacja MTV Movie Award w kategorii najbardziej obiecujący debiut Mroczna dzielnica